# St Helen’s Rugby and Cricket Ground
Der St Helen’s Rugby and Cricket Ground ist ein Rugby- und Cricket-Stadion im Vorort Brynmill der walisischen Stadt Swansea, das heute hauptsächlich für Rugby-Union-Spiele genutzt wird, unter anderem bei der Frauen-Rugby-Union-Weltmeisterschaft 1991. Bis 1954 war St Helen’s die Heimatstätte der walisischen Nationalmannschaft. Zwischen 1973 und 1983 wurden hier One-Day Internationals im Cricket ausgetragen, so beim Cricket World Cup 1983.
Vor dem Umbau 2005 fasste das Stadion 10.500 Plätze, inzwischen sind es nur noch 4.500. St Helen’s verfügt über die höchste Flutlichtanlage Europas. Es war Schauplatz historischer Siege des lokalen Rugbyclubs Swansea RFC. So gelang es dem Verein 1935, die neuseeländische Nationalmannschaft mit 11:3 als erster Club überhaupt zu schlagen. 1992 schlug Swansea den damaligen Weltmeister Australien mit 21:6. Neben dem Swansea RFC trägt auch der Glamorgan County Cricket Club zum Teil seine Heimspiele im St Helen’s aus.